# Richard-Wagner-Museum
Richard-Wagner-Museum is een museum op Tribschen, een landtong aan de rand van Luzern in Zwitserland. Het museum werd geopend in 1933.

## Collectie
Het museum bestrijkt vijf ruimtes, waaronder de verdieping op de begane grond. Er is onder meer een vleugel van de bouwer Sébastien Erard (1752-1831) te zien, waarop Wagner zijn compositie Die Meistersinger von Nürnberg voltooide. Daarnaast toont het een collectie schilderijen en foto's en heeft het een verzameling van partituren en brieven die een uitgebreider beeld van Wagners leven en werk biedt.

## Geschiedenis
Wagner kwam hier in april 1866 te wonen met zijn tweede vrouw Cosima en hun twee kinderen. Ook kreeg hij hier bezoek van vooraanstaande personen, zoals van de koning van Beieren en zijn bewonderaar Lodewijk II, de filosoof Friedrich Nietzsche, de architect Gottfried Semper en zijn schoonvader, de componist Franz Liszt. Hij woonde in zijn Tribischener Idylle aan de Vierwaldstättersee tot 1872. Hierna verhuisde hij naar Bayreuth met het plan er een feestspeelzaal te openen.  Aldaar bevindt zich tegenwoordig het Haus Wahnfried dat eveneens omgevormd is tot museum.

## Galerij

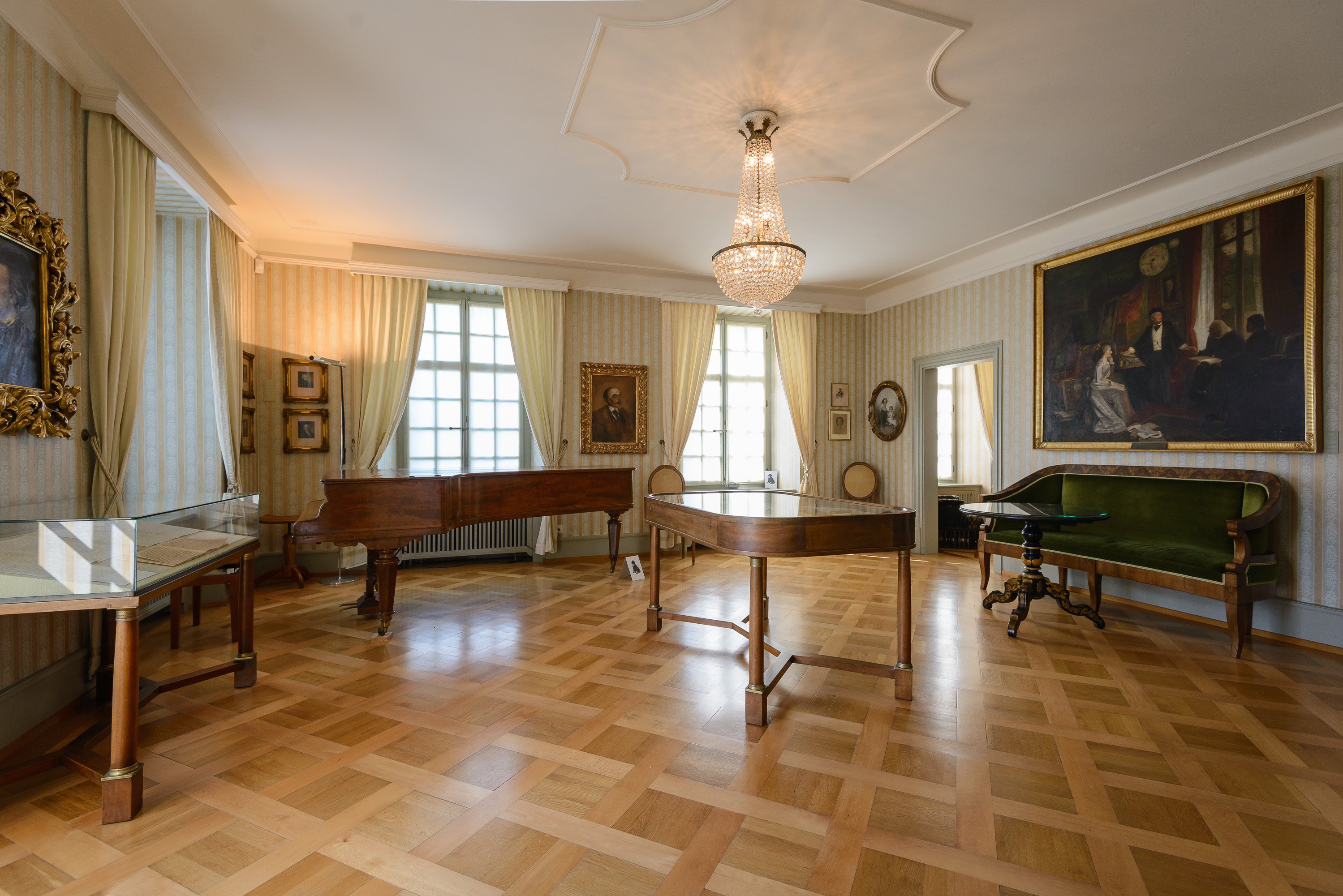
Pianokamer